# Осада Антальи
Осада Атталии (Антальи) турками-сельджуками происходила в 1207 году, результатом её стал захват турками этого важного морского порта.

## Предыстория
Ещё в 1182 году Кылыч-Арслан II осадил Анталию, важный порт на средиземноморском побережье Анатолии, но не смог её взять. После распада Византийской империи  образовались Латинская, Трапезундская и Никейская империи, что ослабило  византийское господство в Анатолии. На средиземноморском побережье Анатолии началась борьба за передел территорий. Порт и торговый путь через Анталию стали ненадёжным, торговые суда подвергались нападениям и разграблениям. Анталия попала в руки венецианского авантюриста Альдобрандини. Кроме того, население в Анталии было христианским, мусульман было меньшинство, которое подвергалось притеснениям. По словам Ибн-Биби, к султану явилась группа мусульманских торговцев, пожаловавшихся на сложившуюся ситуацию.

## Осада
В 1207 году Кейхюсрев осадил город, но Альдобрандини получил помощь с Кипра. По сообщениям источников (Никита Хониат, Бар-Эбрей, Ибн аль-Асир, Шихабуддин ан-Нувайри, Бедреддин аль-Айни, Дженаби, Мюнеджимбаши), Альдобрандини попросил помощи у короля Кипра Гуго I де Лузиньяна, но все сообщают различные данные о размере этой помощи, а Ибн Биби никогда не упоминал об этой помощи. Нувайри и Айни упоминали, что с Кипра пришла «группа» солдат. Мюнеджимбаши писал, что помощь пришла «на многих кораблях». Никита Хониат сообщал, что Альдобрандини «получил оттуда двести человек латинской пехоты».  По мнению турецкого историка С. Кайи, указанное Никитой Хониатом число латинских солдат странно мало, поскольку защитники Анталии смогли заставить отступить армию сельджуков. По словам Османа Турана, город защищали посланные с Кипра войска под командованием регента Кипра Готье де Монбельяра.
Никита Хониат  писал, что «латиняне» с Кипра неожиданно напали на армию, окружившую город, Кейхюсрев снял осаду и отступил Анталию. При этом, по словам Ибн аль-Асира, Кейхюсрев оставил недалеко от города воинскую часть для контроля.
Никита Хониат утверждал, что осада Анталии длилась 15 дней и была снята на 16 день, но Ибн Биби писал, что осада продолжалась непрерывно два месяца и что бои велись каждый день. По словам С. Кайи, осада Антальи проходила в два этапа. Отступление Кейхюсрева на 16 день было лишь изменением тактики. Султан снял осаду лишь временно. Согласно Ибн аль-Ибри, Нувайри и Мюнеджимбаши, Хотя Кейхюсрев и вернулся в Конью, но оставленный им отряд перехватывал караваны, чтобы остановить доставку продовольствия в город и задерживать выходящих из города людей. Город оказался без продовольствия и связи. Через некоторое время эта тактика принесла результат. Коренные жители Анталии, византийцы, которые и до того были недовольны правлением латинян, потребовали от крестоносцев покинуть город. Внутри города вспыхнул конфликт и начались стычки. Византийцы сообщили сельджукам, что хотят сдать город. Кейхюсрев прибыл из Коньи и снова осадил город. Ибн Биби изложил версию, отличную от других хронистов. Он не упоминал о соглашении сельджуков с местными жителями. По его словам, султан приказал использовать луки и стрелы вместо булав и мечей и разделил армию на небольшие группы. К стенам замка в разных местах приставили лестницы, а вокруг города разместили катапульты. Сельджуки быстро поднялись на бастионы замка, первым среди них был воин по имени Хусамеддин Явлак Арслан из Коньи. Он поднял флаг султана на самой высокой башне. После этого франки (крестоносцы, латиняне) бежали. Ибн аль-Асир, Ибн Биби, Бар-Эбрей, Нувайри, Ибн аль-Варди, Айни, Мирхонд, Джаффари, Дженаби датируют завоевание Антальи 3 Шабана 603 года Хиджры (5 марта 1207).

После завоевания города султан назначил Мубаризуддина Эртокуша его вали. Сельджуки впервые вступили в торговые отношения с европейцами, стали заключать соглашения. Султан издал специальный приказ о выплате компенсаций купцам, чьи суда с товарами были ограблены. Он также отменил налог на проезд и пошлину, взимаемую с торговых караван.
В 1212 году (уже после смерти Кейхюсрева) христиане Антальи ночью убили турецких мужчин в городе, захватили женщин и детей, и захватили город после резни, длившейся всю ночь. 30 Рамадана 612 года (22 января 1216 года) Иззеддин Кейкавус снова захватил Анталию.